# Лебедев, Иван Семёнович
Иван Семёнович Лебедев (ум. 2 (14) сентября 1868) — русский полковник (1857), сапёр, участник Крымской войны.

## Биография
В молодых годах он поступил на службу в кавказские войска и, прослужив там до чина штаб-офицера, свыкся с Кавказом и тамошней боевой жизнью, проявив отвагу и смелость в Даргинском походе и «сухарной» экспедиции. Война на Дунае и Севастопольская оборона застали Лебедева в действующей армии, хотя и раненого, но бодрого и готового переносить вновь все неразлучные с войной испытания. В Севастополь он явился с большим боевым опытом и блестяще применил его при отбитии штурма 4-го бастиона союзными войсками, когда последние были отброшены. 20 августа 1855 г. произведён в подполковники. За отличие при обороне Севастополя Лебедев 12 января 1856 г. был награждён орденом Св. Георгия 4-й степени (№ 9894 по списку Григоровича — Степанова). 5 июня 1857 г. произведён в полковники.
По возвращении из Севастополя, будучи тяжело раненым, Лебедев состоял под покровительством штаба военно-учебных заведений, потом был комендантом одной крепости. Несмотря на страдания от ран, он с живым интересом следил за современной литературой, участвовал в «Инженерном журнале», где его труды были увенчаны премией, и составил записки об инвалидных домах и богадельнях, русских и иностранных.

## Награды
- Орден Святого Станислава 3-й ст. (22.11.1844)
- Орден Святой Анны 3-й ст. с бантом (10.10.1845)
- Третное жалование (1845)
- Орден Святого Владимира 4-й ст. с бантом (06.02.1847)
- Орден Святой Анны 2-й ст. (22.09.1850, императорская корона пожалована в 1852, мечи к ордену пожалованы в 1855)
- Золотая полусабля с надписью «За храбрость» (04.03.1851)
- Единовременно 200 руб. серебром (1853)
- Орден Святого Георгия 4-й степени (12.01.1856)
- Пенсия из Инвалидного Капитала по 285 руб. серебром (1857)
- Единовременно 200 руб. серебром (1859)
- Знак отличия за XX лет беспорочной службы (1864).
- Полугодовое жалование (1865)

## Источник
- Русский биографический словарь: В 25 т. / под наблюдением А. А. Половцова. 1896—1918.
- Степанов В. С., Григорович П. И. В память столетнего юбилея императорского Военного ордена Святого великомученика и Победоносца Георгия. (1769—1869). СПб., 1869.
- Список полковникам по старшинству. Исправлено по 1-е января. Санкт-Петербург, 1868. С. 68.